# Henry Moret
Henry Moret (n. 12 decembrie 1856, Cherbourg⁠(d), Basse-Normandie, Franța – d. 5 mai 1913, Paris, Franța) a fost un pictor impresionist francez. A fost unul dintre artiștii care s-au asociat cu Paul Gauguin la Pont-Aven din Bretania. Este cunoscut mai ales pentru implicarea sa în colonia de artiști Pont-Aven și pentru peisajele sale bogat colorate din coasta Bretaniei.

## Tinerețe
Moret s-a născut la Cherbourg, dar se cunosc puține lucruri despre viața sa până la începerea serviciului militar în 1875. Jules La Villette, comandantul său din Lorient, care i-a observat pentru prima dată talentele artistice, l-a prezentat lui Ernest Corroller, profesor de desen și pictor marin. Corroller l-a învățat arta picturii peisajului, așa cum este practicată de maeștri precum Corot și Courbet, ceea ce i-a permis să se înscrie la École des Beaux-Arts din Paris, unde în 1876 a studiat cu Rudolf Lehmann⁠(d), Jean-Léon Gérôme și mai târziu, începând cu aproximativ 1880, cu pictorul de istorie Jean-Paul Laurens la Académie Julian.

## Carieră
Moret a expus pentru prima dată la Salonul de la Paris în 1880, prezentând La plage de Locqueltas à marée basse; côte de Bretagne. A menținut contacte cu Corroller, întorcându-se adesea în Bretania. În 1888, a sosit la Pont-Aven, care începuse să atragă o serie de artiști, printre care Ernest de Chamaillard, Émile Jourdan și Charles Laval, Paul Gauguin fiind cel mai important dintre ei. Moret a fost unul dintre primii pictori care s-au mutat în apropiere de Le Pouldu, care a devenit în curând noul centru de atracție pentru artiștii din Pont-Aven. Lucrările sale au început să prezinte semne de simbolism, probabil ca urmare a influenței lui Gauguin.
După ce Gauguin a părăsit zona în 1891, Moret a început să-și dezvolte propriul stil. În 1895, a stabilit o relație fructuoasă cu Paul Durand-Ruel,⁠(d) care deținea mai multe galerii la Paris, Londra și New York, cu accent pe impresionism. În timpul relației lor, Moret a realizat peste 600 de picturi, dintre care multe au fost expuse la Paris și New York, ceea ce a dus la creșterea clientelei pentru lucrările sale. Moret a expus, de asemenea, șapte dintre picturile sale bretone la Salon des Indépendants⁠(d). După 1900, Moret s-a implicat mai mult în impresionism, aplicând în lucrările sale mici pete de vopsea, în locul tușelor largi preferate de artiștii din Pont-Aven. S-a concentrat din ce în ce mai mult asupra peisajelor, unde efectele sale de lumină pot fi observate în apusurile de soare și în scenele de furtună pe care le-a pictat în jurul anului 1909. Pe lângă uleiurile realizate pentru Durand-Ruel, a realizat și aproximativ 800 de acuarele și desene. A murit la Paris, la vârsta de 56 de ani.

## Evaluare

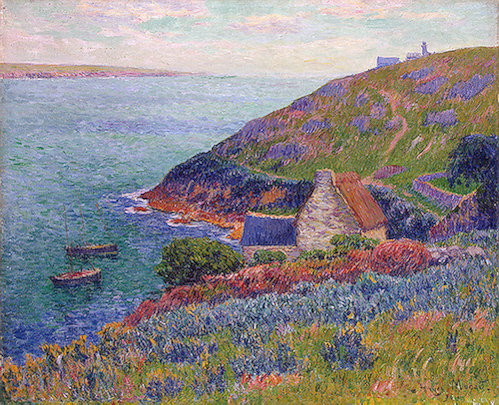
Port Manech (1896)

După ce a pictat inițial într-o manieră mai degrabă clasică, stilul lui Moret s-a dezvoltat sub influența lui Gauguin și a artiștilor Pont-Aven. Odată cu trecerea timpului, lucrările sale au devenit din ce în ce mai impresioniste, dezvăluind în același timp dragostea lui pentru natură. În Henry Moret, aquarelles et peinture 1856–1913, Maxime Maufra comentează: „Coastele, pădurile, văile, în fiecare anotimp le-a observat cu toate simțurile, reproducându-le cu tot spiritul și sinceritatea sa”. Un catalog al uneia dintre expozițiile sale postume descria modul în care „ocupă un loc unic în evoluția artei la sfârșitul secolului al XIX-lea și începutul secolului al XX-lea, deoarece a reușit să fuzioneze două stiluri fundamental opuse: sintetismul de la Pont-Aven și a impresionismul”.